# Shelby Rogers
Shelby Rogers (Mount Pleasant, 13 oktober 1992) is een tennisspeelster uit de Verenigde Staten van Amerika. Zij begon op haar vierde jaar met tennis.

## Loopbaan

### Enkelspel
Rogers debuteerde in 2009 op het ITF-toernooi van St. Joseph (VS). Zij stond in 2010 voor het eerst in een finale, op het ITF-toernooi van Indian Harbour Beach (VS) – zij verloor van landgenote Edina Gallovits. In 2012 veroverde Rogers haar eerste titel, op het ITF-toernooi van Yakima (VS), door landgenote Samantha Crawford te verslaan. Tot op heden(september 2022) won zij zes ITF-titels, de meest recente in 2020 in Midland (VS).
In 2011 speelde Rogers voor het eerst op een WTA-hoofdtoernooi, op het toernooi van Charleston. Zij stond in 2014 voor het eerst in een WTA-finale, op het toernooi van Bad Gastein – zij verloor van de Duitse Andrea Petković. Zij won nog geen WTA-titel.
Haar beste resultaat op de grandslamtoernooien is het bereiken van de kwartfinale, eenmaal op Roland Garros in 2016 en andermaal op het US Open 2020.

### Dubbelspel
Rogers was in het dubbelspel minder actief dan in het enkelspel. Zij debuteerde in 2010 op het ITF-toernooi van Dothan (VS) samen met landgenote Alexandra Stevenson. Zij stond later dat jaar voor het eerst in een finale, op het ITF-toernooi van haar geboorteplaats Mount Pleasant (VS), samen met de Sloveense Petra Rampre – zij verloren van het Amerikaanse duo Kaitlyn Christian en Caitlin Whoriskey. In 2012 veroverde Rogers haar eerste titel, op het ITF-toernooi van Denver (VS), samen met de Canadese Marie-Ève Pelletier, door het Amerikaanse duo Lauren Embree en Nicole Gibbs te verslaan. Tot op heden(september 2022) won zij twee ITF-titels, de andere in 2015 in Eastbourne (VK).
In 2011 speelde Rogers voor het eerst op een WTA-hoofdtoernooi, op het toernooi van Charleston, samen met de Zwitserse Patty Schnyder. Zij stond in 2015 voor het eerst in een WTA-finale, op het toernooi van Bogota, samen met landgenote Irina Falconi – zij verloren van het Braziliaanse koppel Paula Cristina Gonçalves en Beatriz Haddad Maia. Rogers veroverde nog geen WTA-titel.
Haar beste resultaat op de grandslamtoernooien is het bereiken van de kwartfinale, eenmaal op Roland Garros 2021 samen met de Kroatische Petra Martić en andermaal op het Australian Open 2022 weer met Martić aan haar zijde.

### Tennis in teamverband
In de periode 2017–2022 maakte Rogers deel uit van het Amerikaanse Fed Cup-team – zij behaalde daar een winst/verlies-balans van 2–4.

## Posities op deWTA-ranglijst
Positie per einde seizoen:
| jaar | rang enkelspel | rang dubbelspel |
| ---- | -------------- | --------------- |
| 2010 | 341            | 938             |
| 2011 | 434            | 620             |
| 2012 | 217            | 287             |
| 2013 | 123            | 285             |
| 2014 | 72             | 460             |
| 2015 | 146            | 158             |
| 2016 | 60             | 120             |
| 2017 | 59             | 246             |
| 2018 | 780            | –               |
| 2019 | 174            | 331             |
| 2020 | 58             | 156             |
| 2021 | 40             | 73              |

## Palmares
| Legenda                 |
| ----------------------- |
| Grandslamtoernooi       |
| Olympische Spelen       |
| Year-End Championships  |
| Premier Mandatory       |
| Premier Five / WTA 1000 |
| Premier / WTA 500       |
| International / WTA 250 |
| Challenger / WTA 125    |

### Overwinningen op een regerend nummer 1
Rogers heeft tot op heden eenmaal een partij tegen een op dat ogenblik heersend leider van de wereldranglijst gewonnen (peildatum 10 september 2021):
| nr. | datum      | toernooi | ronde       | tegenstandster | score         |         |
| --- | ---------- | -------- | ----------- | -------------- | ------------- | ------- |
| 1.  | 2021-09-04 | US Open  | derde ronde | Ashleigh Barty | 6-2, 1-6, 7-6 | details |

### WTA-finaleplaatsen enkelspel
| nr.              | finale     | toernooi           | ondergrond | tegenstandster      | score         |         |
| ---------------- | ---------- | ------------------ | ---------- | ------------------- | ------------- | ------- |
| gewonnen finales |            |                    |            |                     |               |         |
| geen             |            |                    |            |                     |               |         |
| verloren finales |            |                    |            |                     |               |         |
| 1.               | 2014-07-13 | WTA Bad Gastein    | gravel     | Andrea Petković     | 3-6, 3-6      | details |
| 2.               | 2016-02-21 | WTA Rio de Janeiro | gravel     | Francesca Schiavone | 6-2, 2-6, 2-6 | details |
| 3.               | 2022-08-07 | WTA San Jose       | hardcourt  | Darja Kasatkina     | 7-6, 1-6, 2-6 | details |

### WTA-finaleplaatsen vrouwendubbelspel
| nr.              | finale     | toernooi   | ondergrond | partner       | tegenstandsters                              | score            |         |
| ---------------- | ---------- | ---------- | ---------- | ------------- | -------------------------------------------- | ---------------- | ------- |
| gewonnen finales |            |            |            |               |                                              |                  |         |
| geen             |            |            |            |               |                                              |                  |         |
| verloren finales |            |            |            |               |                                              |                  |         |
| 1.               | 2015-04-19 | WTA Bogota | gravel     | Irina Falconi | Paula Cristina Gonçalves Beatriz Haddad Maia | 3-6, 6-3, [6-10] | details |

## Resultaten grandslamtoernooien
| Legenda | Legenda                          |
| ------- | -------------------------------- |
| g.t.    | geen toernooi gehouden           |
| l.c.    | lagere categorie                 |
| –       | niet deelgenomen                 |
| G       | uitgeschakeld in de groepsfase   |
| 1R      | uitgeschakeld in de eerste ronde |
| 2R      | uitgeschakeld in de tweede ronde |
| 3R      | uitgeschakeld in de derde ronde  |
| 4R      | uitgeschakeld in de vierde ronde |
| KF      | uitgeschakeld in de kwartfinale  |
| HF      | uitgeschakeld in de halve finale |
| F       | de finale verloren               |
| W       | het toernooi gewonnen            |
| w-v     | winst/verlies-balans             |

### Enkelspel
| toernooi        | 2010 |    | 2013 | 2014 | 2015 | 2016 | 2017 | 2018 | 2019 | 2020 | 2021 | 2022 |
| --------------- | ---- | -- | ---- | ---- | ---- | ---- | ---- | ---- | ---- | ---- | ---- | ---- |
| Australian Open | –    | –  | –    | 1R   | –    | 2R   | 1R   | –    | 1R   | 4R   | 1R   |      |
| Roland Garros   | –    | 2R | 1R   | 1R   | KF   | 3R   | –    | 2R   | 1R   | 1R   | 3R   |      |
| Wimbledon       | –    | –  | –    | 1R   | 1R   | 3R   | –    | 1R   | g.t. | 3R   | 1R   |      |
| US Open         | 1R   | 1R | 2R   | 3R   | 2R   | 3R   | –    | –    | KF   | 4R   | 3R   |      |

### Vrouwendubbelspel
| toernooi        | 2013 | 2014 | 2015 | 2016 | 2017 |    | 2019 | 2020 | 2021 | 2022 |
| --------------- | ---- | ---- | ---- | ---- | ---- | -- | ---- | ---- | ---- | ---- |
| Australian Open | –    | –    | 2R   | –    | 1R   | –  | –    | 1R   | KF   |      |
| Roland Garros   | –    | –    | 1R   | –    | 1R   | 2R | 2R   | KF   | 1R   |      |
| Wimbledon       | –    | –    | –    | 2R   | 1R   | 1R | g.t. | 2R   | 2R   |      |
| US Open         | 1R   | 1R   | –    | 2R   | 1R   | –  | 2R   | 2R   | –    |      |

### Gemengd dubbelspel
| Toernooi        | 2014 |
| --------------- | ---- |
| Australian Open | –    |
| Roland Garros   | –    |
| Wimbledon       | –    |
| US Open         | 1R   |